# Rhacocleis silviarum
Rhacocleis silviarum är en insektsart som beskrevs av Galvagni 1984. Rhacocleis silviarum ingår i släktet Rhacocleis och familjen vårtbitare. Inga underarter finns listade i Catalogue of Life.